# 宋越熙宁战争
宋越熙宁战争（越南语：／?），是宋神宗熙宁年间发生在中国宋朝（北宋）和越南李朝之间的一场战争。至今这场战争还没有准确的叫法。中國學者郭振鐸、張笑梅所著的《越南通史》中，称这场战争为11世纪末中越之战。也有单独称呼两场战役邕州之战、富良江之战的。相对于980年宋朝第一次出兵交趾，在越南此役被称为第二次抗宋战争。关于这场战争现在中越双方各执一词，无法判断究竟哪方最后取得胜利。

## 背景和起因

### 宋越战前关系与冲突
980年黎桓篡丁之时，北宋曾派军欲助丁氏母子，被黎桓打败。之后前黎朝和李朝一直向北宋纳贡称臣。但边衅仍时有发生。
李朝（中国称交趾）时，前几代君主均致力于开拓疆土，对占婆數次用兵，对宋朝领土也屡有蚕食。1014年北宋钦州曾包庇越南逃犯，导致李公蕴引兵犯境。此后李公蕴及其继任者屡犯宋境，宋朝则鉴于北方有辽国和西夏，一直对交趾没有采取什么措施。
侬智高举事之时，李太宗李佛玛曾向宋朝表示愿派2万兵马助宋，以便“欲因此乘势以邀利”。宋朝廷本欲答应，但狄青反对，宋朝最终没有让交趾出兵。而侬智高山穷水尽之时，亦曾向交趾求援，但李朝兵至前，侬已败。李佛玛未能如愿。

### 战争的起因
1072年（熙宁五年）李朝李乾德即位，是为李仁宗。时仁宗仅七岁，由检校太尉李常杰和兵部侍郎李道成辅佐。
1073年（熙宁六年）沈起因大力主张进攻李朝而被宰相王安石赏识，取代萧注出任知桂州。他自称受密旨准备讨伐交趾，依保甲法点集土丁。继沈起出任知桂州的刘彝更为激进强硬。他断绝交趾方面给宋朝的表章，同样声称有朝廷密旨，加紧训练士卒，甚至禁止了当地与交趾的贸易。这些都让李朝全国上下感到不安，认为宋将来攻。在此情况下李常杰主张“先发制人”，决定攻宋。

## 战争爆发和邕州之战

### 战争爆发

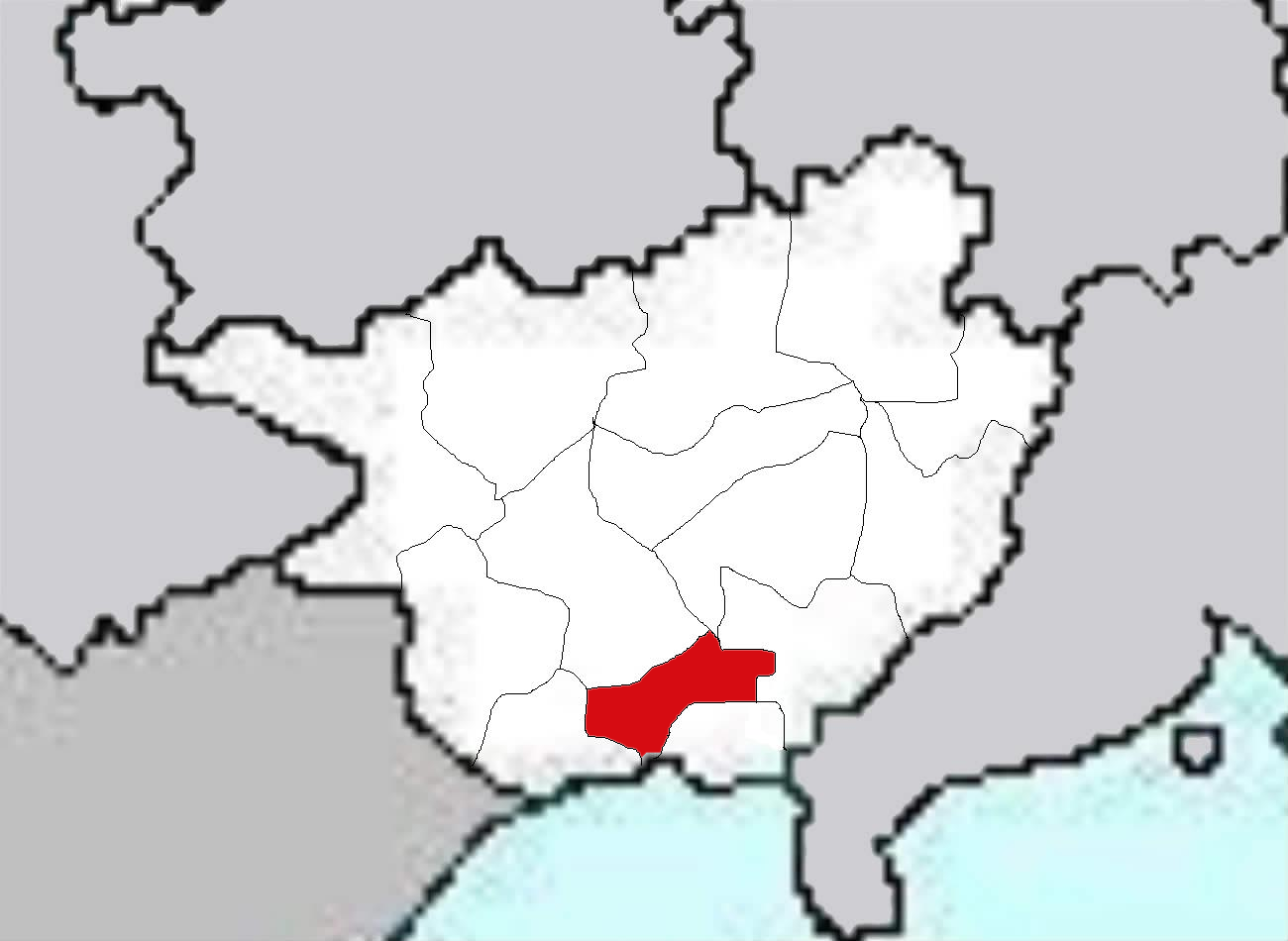
钦州在广西的位置

李朝將領李常傑在出征前就「蘊廟筭之圖」，做好作戰準備，以圖「統軍殲殛」宋軍。1075年11月（熙宁七年），李常杰和宗亶分兵两路，水陸并进进攻宋朝。为师出有名，越军四处张榜称

天生蒸民，君德則睦；君民之道，務在養民。今聞宋主昏庸，不循聖範；聼安石貪邪之計，作青苗助役之科，使百姓膏脂凃地，而資其肥己之謀。蓋萬民資賦於天，忽落那要離之毒，在上固宜，可憫從前，切莫須言。本職奉國王命，指道北行，欲清妖孽之波濤，有分土，無分民之意。要掃腥穢之污濁，歌堯天享舜日之佳期，我今出兵，固將拯濟，檄文到日，用廣聞知。切自思量，莫懷震怖。

李常杰在1075年12月30日和次年2月1日连破钦、廉二州，杀8000余人。最后李、宗二人合围邕州。

### 邕州之战

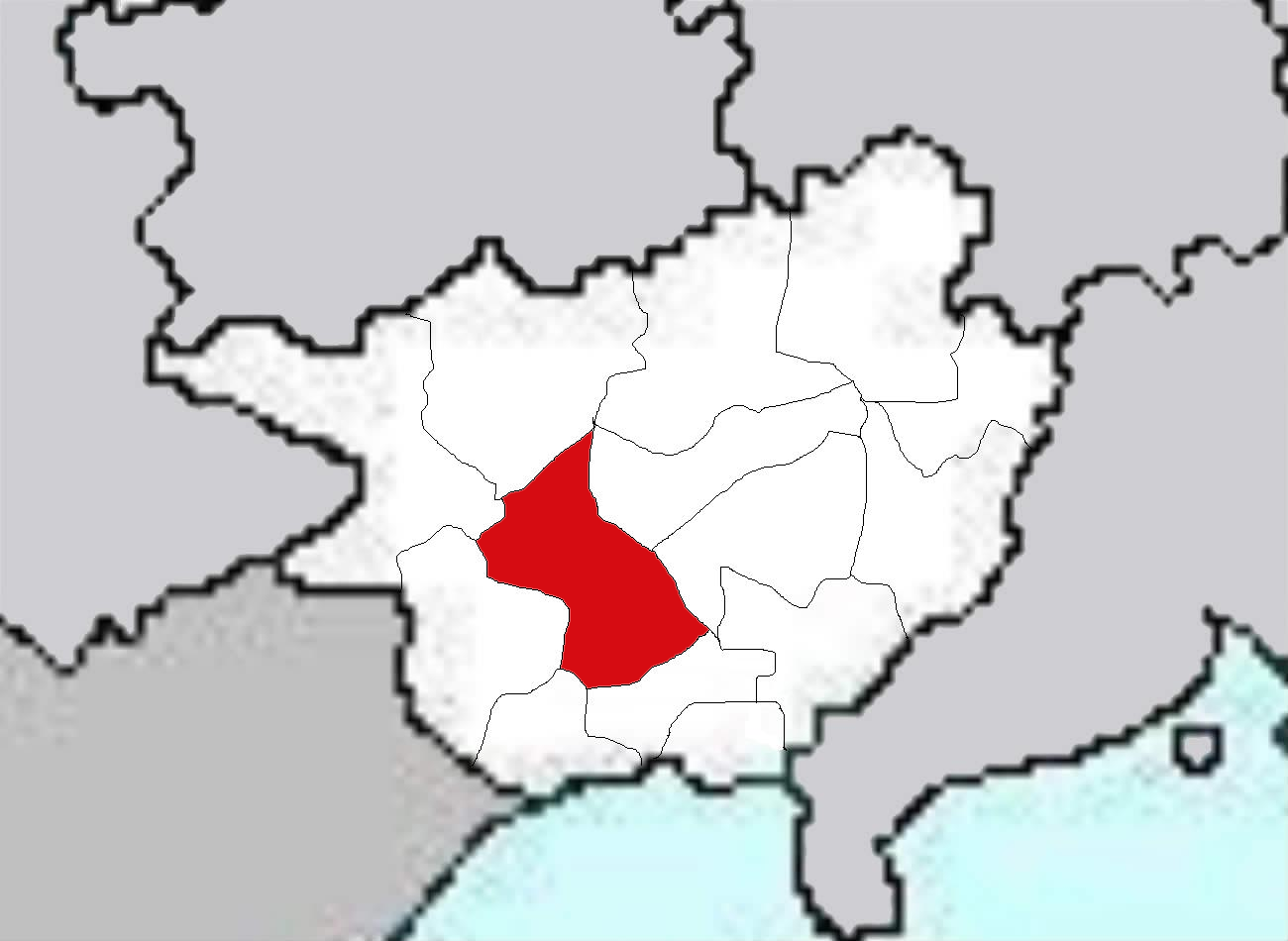
邕州在广西的位置

邕州知府苏缄率众坚守。时邕州兵力仅2800人，後经设法募兵，勉强有4000多人。苏缄率邕州军民在孤立无援的情况下，给越军造成很大伤亡，杀伤越军1万5千余人和大量战象。《越史略》载：

知州蘇緘以城固守。我為飛梯以臨城，彼施以火炬，飛梯不能近；又以毒矢射之，城上人馬死者相枕。彼以神臂弓發，我之象軍多有殪者。城髙而堅，攻之四十餘日不能下。
期间刘彝命广西都监张守节率援军救援。但张守节逡巡不前，在崑崙關与李常杰交锋时被斩，其殘部投降李朝。由此邕州成为孤城。
在邕州之戰，越方軍中有華人後裔領兵作戰。據《保寧崇福寺碑》（刻于1146年后）記載，渭龍州（在宣光）名望何氏族人（祖籍邕州）參加此役，立下「拔武將而獻俘」之功，後得李朝賜賞。

### 邕州城破与屠杀
在久攻不克的情况下，越军利用投降的张守节部善于攻城的特点，堆积土囊登城，邕州陷落。时1076年（熙宁九年）3月1日。邕州城从被围到破城共经42天。城破之后，苏缄先叫他的家属36人自杀，然后他本人自焚死。

越军找不到苏缄，便大开杀戒，杀邕州军民5万8千余。《宋史》记载了如下的屠杀场景：

率百人为一积，凡五百八十余积，隤三州城以填江。邕被围四十二日，粮尽泉涸，人吸沤麻水以济渴，多病下痢，相枕藉以死，然讫无一叛者。

加上之前所杀的钦、廉二州人，交趾所殺獲不下十萬，连一些和尚、道士也不能幸免。越军在杀死了这些和尚、道士之后，夺取了这些人的牒文。交趾的间谍们换上这些人的衣服，混入一些军事要冲地区去侦察情况。

## 宋朝的反击

### 宋朝的军事动员
越军在宋境内的横行震惊朝廷。早在宋神宗熙宁八年（1075年）12月，北宋发《讨交趾敕谕》，成立了安南道行营马步军都总管本道经略招讨司，赵卨和宦官李宪充正、副使，燕达充副都总管。同时刘彝和沈起被罢免。沈起被诉“妄传密受朝廷意旨经略讨交州”；刘彝被责“相继生事”，令交趾“疑惧为变”。宋朝一面调发北方禁军，一面就地招募，但此时赵卨和李宪失和，宋朝军事迟迟没有动静。
熙宁九年（1076年）2月2日，因王安石的干预，李宪被撤，依赵卨建议改以郭逵为正使，赵卨为副。宋军进入广西。越军在破邕州之后，本欲进取桂州，听说宋军前来，便开始后撤。 郭逵与赵卨分兵追击并收复钦廉，10月燕达破广源州（今越南高平省广渊县）并降守将刘应纪。宋军水路并进，但直到10月才大规模进入李朝境内。宋军至决里隘，越军列象阵阻击，宋军持强弩猛射，以长刀砍象鼻，象受惊向后回奔，反而殃及越军，越军溃退。宋军乘胜拔机榔县与门州（皆在今谅山省同登市西北）。

### 占城和真腊对李朝的牵制
依张方平提议，熙宁八年12月和熙宁九年2月宋朝派使臣出使占城和真腊谋求合击李朝。 占城也表示“愿以兵助讨交贼”。宋朝进攻交趾时占城曾“遣蕃兵七千扼交贼要路”。但占城和真腊的牵制并未对战局产生明显影响。

### 如月江初战
宋军初抵如月江（也作如月渡，如月渡可能是富良江上游一个渡口），遭李常杰袭击，损失千余人。但关于这场战役的史料多见于越南史籍如《大越史记全书》和《欽定越史通鑑綱目》等，中国史籍无相关记载。

### 富良江之战

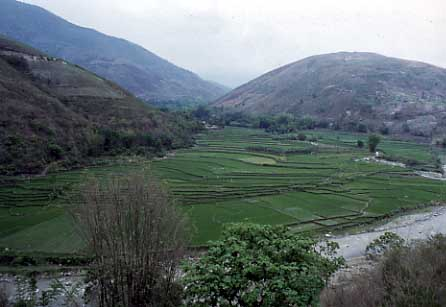
今日红河

宋军12月21日抵富良江（今红河），两军决战。越军战船四百余艘在江南阻住水路，宋军不能渡，郭逵和赵卨便分遣兵将伐木制造发石机攻打。又依燕达建议，暗遣军设伏山间，逐步减兵，示弱诱敌。李常杰中计，倾数万众渡江出击，宋军伏兵尽发，步骑合击，趁其帆折樯摧之际，选精兵乘大筏猛攻，大败交趾军，击杀数千。李朝洪真太子和昭文王子战死，左郎将阮根被俘。中国史籍和《钦定越史通鉴纲目》都記載此说。
但根据《越史略》等越南史书，记载在如月江“常傑知宋軍力困，夜渡江襲擊，大破之。宋兵死者十五六。遂退取廣源州”之后，战争就基本结束。认为是李朝最后取得了胜利。（见下面争议）

### 重複戰爭
此說法僅見於《大越史記全書》，指1077年三月（農曆），李常傑再次以拯救宋民於王安石新法為由出兵邕、欽。同十二月赵卨率兵還擊，不克歸還。

## 战争结束
富良江之战后不久李仁宗便奉表求和。其时宋军疫病流行，死者大半。郭逵表示“愿以一身活十余万人命”，同意撤兵。宋李两朝讲和。就李朝而言，戰事結束使其得以「保寧宗祏」。

## 影响
此役至1257年蒙古入侵越南，两国边境近200年未再起大的争端，边境无事，两国间文化交流日益频繁。此外1081年宋朝放弃广源州等地区，将其赐予李朝。王安石在此役后正式罢相，再不复出。
熙宁战争以前宋朝积极优待占城，以占城牵制大越，努力抑制大越对占城的侵扰。战后占城与大越的关系发生了很大的变化。大越进一步加强对占城的控制。与此相应占城对宋朝的态度也逐步变化。不仅朝贡日益减少，而且于淳熙二年（1171年）因南宋拒绝占城在海南买马，双方发生了宋初以来的第一次冲突，淳熙三年南宋又拒绝占城到海南通商。

## 争议

### 起因

王安石畫像。據《續資治通鑑長編》等史書所載，王安石有意消滅越南。

苏轼曾说：“熙宁以来，王安石用事，始求边功……沈起、刘彝闻而效之（指王韶、王章等），结怨安南”，“安南之役，（沈）起实造端，而（刘）彝继之”。他认为造成熙宁战争的直接原因虽是沈起和刘彝言行不当，但根源在王安石的好大喜功。《越史略》也载王安石是得到交趾被占城大败的情报（事实上并不存在）后派沈起和刘彝去担任知桂州的。 另外在戰爭期間，亦可看到宋朝君臣在對越之役的目標及戰略，如宋神宗曾诏郭逵等:“交州平日，依内地列置州县”；王安石向宋神宗陳述越軍正留在中國，「其國乃空無人也，失此機會，誠可惜」，宋可乘虛而入，並曾建議可以憑籍「一舉滅交趾」的聲威，來「以其氣臨夏國」。这些都表明宋朝对交趾确实存有野心。
據《涑水記聞》記載，沈起和刘彝獲宋廷任命為桂州長官，策劃攻越，該書中記載：“熙寧中，朝廷遣沈起、劉彝相繼知桂州，以圖交趾。起、彝作戰船，團結峒丁以為保甲，給陣圖，使依此教戰，諸峒騷然。”同書中又提到，宋朝的攻越計劃被嶺南進士徐百祥洩露到越南，通知李氏朝廷“今中國欲大舉以滅交趾”，並向越人提議「兵法：『先人有奪人之心』，不若先舉兵入寇」，李氏朝廷獲得情報後，便出兵宋境，連陷欽、廉、邕三州。 按此，越南李朝是在得悉宋朝有軍事野心而未正式出兵之前，反先作出軍事動作。对此越南历史学家陳仲金及《大越史记全书》也予以承认，但现今越南的很多历史书都以“先发制人”作为开战的正当理由并颂扬李常杰。

“李常杰的积极自卫的进攻战略，也体现了民族的这种精神和意志。他对抗战的胜利立下了卓越功勋并且作出了伟大的贡献。李常杰是一位民族英雄，是一位把天才的战略与卓越的政治和外交才能相结合的杰出的军事家。”

### 邕州屠杀
《越南历史》等越南现代历史书从未提到越军在邕州制造的屠杀。但越南各种古籍和陳仲金均承认屠杀。編修《大越史記全書》的越南史官，對於蘇緘獲宋朝追諡“忠勇”，更發表了這樣的評論：「宋諡蘇緘以‘忠勇’，亦足以彰李常傑之‘忠勇’也。」也就是說守城的蘇緘一方及肆行屠殺的李常傑一方，在越南史官眼中均是各為其主，屬於典型的“忠勇”為國表現，一同值得褒揚。

### 富良江之战
《越史略》对如月江和富良江有混淆之嫌。其写越军最后取胜，与其他越南和中国古籍亦不同。至于如月江则从未出现于中国史籍。越南后黎朝名臣阮廌的《平吴大诰》也提到越军的胜利，但只提到趙禼一人。

雖強弱時有不同，而豪傑世未常乏 。故劉龑貪功以取敗，而趙禼好大以促亡 。唆都既擒於鹹子關 ，烏馬又殪於白藤海 。

《越南历史》等越南现代历史书继承《越史略》，声称越军胜利。《越南民族历史上的几次战略决战》更称整场战争是“抗宋战争”。
法國學者喬治·馬司培羅认为：「是役也，勝負誰屬，實難明矣。」

## 相关

### 中国方面
- 小人书《血战邕州》

描写了交趾军队进攻邕州时苏缄率全城激烈抵抗的过程。书中还创造了黄飞琼、慧明等英雄人物形像（可能是虚构人物）。

### 越南方面
- 李常杰为鼓舞士气，做诗一首[27]：

南國山河南帝居， 
截然定分在天書。 
如何逆虜來侵犯， 
汝等行看取敗虛。

此诗在越南尽人皆知，美国总统奥巴马访问越南时还用英语背诵，表示这首诗是越南“独立宣言”，表达了“所有越南人民不屈的精神”。“大国不能欺负小国”。。
- 黄春瀚著《李常杰》

### 引用
1. ↑  脫脫等《宋史》，卷四百四十六，列传第二百五，13157頁。
2. ↑  李燾《续资治通鉴长編》卷二百七十四，6700頁。
3. ↑  《宋史紀事本末》卷十五 交州之变。
4. ↑  《越史略》（《欽定四庫全書·史部》第466冊），588頁。
5. ↑  潘輝黎等. . . 戴可來譯. 北京: 世界知識出版社. 1980年: 26頁.
6. ↑  《长编》卷三百上载出师兵员“死者二十万”，“上曰：「朝廷以交址犯顺，故兴师讨罪，郭逵不能剪灭，垂成而还。今广源瘴疠之地，我得之未为利，彼失之未为害，一夫不获，朕尚闵之，况十死五六邪？」又安南之师，死者二十万，朝廷当任其咎。《续资治通鉴长编·卷三百》”。
《越史略》载广西被杀者“无虑十万”。
《玉海》卷一九三上称“兵夫三十万人冒暑涉瘴地，死者过半”。
7. ↑  潘辉黎《越南民族历史上的几次战略决战》。
8. ↑  《钦定越史通鉴纲目》正编卷三。
9. ↑  “沈起独言交州小丑无不可取之理。安石喜，乃罢（萧）注归，以起知桂州”。彭百川 《太奔驰迹统类》卷十七，神宗平交趾。
10. ↑  “點集土丁為保伍，授以陣圖，使歲時肄習。繼命指使因督餫鹽之海濱，集舟師寓教水戰．故時交人與州縣貿易，悉禁止之。”脱脱《宋史》卷三百三十四，10728頁。
11. 1 2  釋法寶《仰山靈稱寺碑銘》，收錄於潘文閣、蘇爾夢主編《越南漢喃銘文匯編·第一集北屬時期至李朝》，遠東學院、漢喃研究院，165頁。
12. ↑  李焘《续资治通鉴长编》记载：“辛酉，广南西路都监张守节为交贼所败于昆仑关。先是，苏缄遣使诣桂州请救，刘彝遣守节往援，守节闻贼十倍，逗留不即行，复迂取贵州路，驻兵康和驿以观胜负。缄又遣使持蜡书告急于提点刑狱宋球，球得书惊且泣，以便宜督守节进兵。守节惶遽不知所为，移屯火夹岭，回保昆仑关，猝遇贼，不及阵，一军皆覆，守节死之。”彭百川《太平治迹统类》卷17：“时遣使请救于彝，彝遣都监张守节领三千兵以赴援。守节闻贼众十倍逗遛不即行，复迂途贵州驻兵康和驿，阴观胜负。缄又遣蜡丸告急于提点刑狱宋球，球得书惊泣，以便宜督，守节惶怖移军大夹岭，回保昆仑关，猝遇贼，不及阵，一军俱覆。”
13. ↑  李承恩《保寧崇福寺碑》，收錄於潘文閣、蘇爾夢主編《越南漢喃銘文匯編·第一集北屬時期至李朝》，遠東學院、漢喃研究院，95頁。
14. ↑  李燾《续资治通鉴长编》卷二百七十七．熙宁九年八月壬子條，6780頁。
15. ↑  彭百川 《太平治迹统类》卷十七，神宗平交趾。
16. ↑  徐松《宋会要辑稿》蕃夷四之七十一，7749頁。
17. ↑  《太平治迹统类》卷17更称:“瘴毒日甚，十万之众死亡十九。”
18. ↑  “宋王安石秉政，有獻言者謂我國已為占城所破，餘衆不滿萬人，可計日以取。於是以沈起、劉彛知桂州。”見《越史略》（《欽定四庫全書·史部》第466冊），588頁。
19. ↑  李燾《续资治通鉴长编》卷二百七十三，熙宁九年二月甲寅條，6689頁。
20. ↑  李燾《续资治通鉴长编》卷二百七十五，熙宁九年五月己卯條，6734-6735頁。
21. ↑  李燾《续资治通鉴长编》卷二百七十六，熙宁九年六月丁亥條，6739-6741頁。
22. ↑  司馬光《涑水記聞》卷十三，北京中華書局，248頁。
23. ↑  越南社會科學委員會《越南歷史》，200頁。
24. ↑  吳士連等《大越史記全書》，248頁。
25. ↑  馬司培羅《占婆史》，台灣商務印書館人人文庫版，68頁。
26. ↑  .   [2007-09-08]. （原始内容存档于2007-09-28） （中文）.
27. ↑  《大越史記全書‧本紀全書‧李仁宗紀》
28. ↑  .   [2018-04-13]. （原始内容存档于2018-04-14）.